# Stella Maria Adorf
Stella Maria Adorf (* 29. August 1963 in Mendrisio, Tessin) ist eine deutsche Schauspielerin.

## Leben
Stella Maria Adorf ist die Tochter von Mario Adorf und Lis Verhoeven. Nach ihrer Schauspielausbildung in Paris und München studierte sie Literatur- und Theaterwissenschaft an der Universität München.
Ihre Magisterarbeit schrieb sie über Ferdinand Bruckner/Theodor Tagger und das Berliner Renaissancetheater.
Noch während ihres Studiums spielte sie in einigen Fernseh- und Filmproduktionen. Bis zum Jahr 2001 war sie festes Ensemblemitglied am Badischen Staatstheater Karlsruhe und am Theater Oberhausen. Seither arbeitet sie als freiberufliche Schauspielerin und spielte u. a. auch an den Münchner Kammerspielen.
Adorf ist verheiratet und hat einen Sohn. Mit ihrer Familie lebt sie in Berlin-Charlottenburg.

## Filmografie (Auswahl)
- 1970: Der Bettenstudent oder: Was mach’ ich mit den Mädchen?
- 1988: Oh Gott, Herr Pfarrer (Fernsehserie)
- 1989: Todesvisionen – Geisterstunde
- 1990: Das schreckliche Mädchen
- 1992: Lilli Lottofee (Fernsehserie)
- 2008: Das Echo der Schuld (Fernsehfilm)
- 2010: SOKO Wismar (Episodenrolle)
- 2011: Lena will es endlich wissen
- 2013: Rona & Nele
- 2014: Let’s go! (Fernsehfilm)
- 2019: Brecht